# Sam Wilson (Marvel Cinematic Universe)
Sam Wilson è un personaggio interpretato da Anthony Mackie nel media franchise del Marvel Cinematic Universe (MCU), basato sull'omonimo personaggio della Marvel Comics, e noto anche con il suo alias, Falcon. Wilson viene rappresentato come un veterano paracadutista della United States Air Force capace di volare utilizzando un jet pack con delle ali artificiali, e come un amico stretto ed alleato di Steve Rogers. Più tardi entra a far parte degli Avengers e, a seguito del ritiro di Rogers, viene personalmente indicato da quest'ultimo come suo successore, ricevendo il suo scudo e il titolo di Captain America.
Wilson è una figura centrale nel MCU, essendo apparso in sei film fino al 2022 ed avendo un ruolo da coprotagonista nella miniserie The Falcon and the Winter Soldier (2021). Il personaggio è noto per essere il primo Captain America nero nel MCU, con l'interpretazione di Wilson da parte di Mackie che ha riscontrato un'accoglienza positiva. Mackie ha ripreso il ruolo come protagonista nel film Captain America: Brave New World (2025), pellicola che ha segnato il ritorno del personaggio sul grande schermo dopo Avengers: Endgame (2019).

## Biografia del personaggio

### Primi anni
Sam Wilson è nato e cresciuto a Delacroix, Louisiana, dove la sua famiglia gestiva un'attività di pesca. In seguito è diventato un paracadutista della United States Air Force (USAF) e ha fatto più tour in campagne militari oltreoceano. È stato selezionato per testare un prototipo di tuta militare insieme al suo amico Riley a causa dell'uso di RPG da parte degli insorti che impediscono l'uso di elicotteri. Tuttavia, Riley è stato ucciso da un RPG e Wilson non è stato in grado di salvarlo. Dopo aver terminato il suo servizio nell'USAF, Wilson è diventato un consulente traumatologico aiutando altri veterani di ritorno.

### Aiutante di Steve Rogers
Nel 2014, Wilson fa amicizia con Steve Rogers mentre fa jogging a Washington per poi aiutare lui e Natasha Romanoff a sconfiggere l'Hydra. Dopo aver ricevuto l'aiuto di Maria Hill e Nick Fury, il trio si reca al quartier generale dello S.H.I.E.L.D., il Triskelion, dove ingaggiano un combattimento con Bucky Barnes, a cui l'Hydra ha fatto il lavaggio del cervello e trasformato nello spietato assassino, noto come il Soldato d'Inverno, e Brock Rumlow. In seguito, Wilson si offre di accompagnare Rogers nella sua missione per rintracciare Barnes.

### I Nuovi Avengers
Nel 2015, Wilson partecipa alla festa degli Avengers nel loro quartier generale di New York per riferire sui suoi progressi nel trovare Barnes a Rogers prima di essere infine reclutato nella nuova squadra degli Avengers.
Pochi mesi dopo, Wilson ha una breve lotta con Scott Lang fuori dall'Avengers Compound, dove Lang prende un dispositivo necessario per la sua missione. Wilson, impressionato da Lang, inizia a cercarlo.

### Gli accordi di Sokovia
Nel 2016, Wilson accompagna Rogers, Romanoff e Wanda Maximoff in una missione a Lagos per impedire a Rumlow di ottenere un'arma biologica. Mentre è lì, Wilson usa per la prima volta un drone robotico a forma di uccello denominato Redwing. Più tardi, diventa il primo membro degli Avengers ad opporsi agli accordi di Sokovia, una nuova legge che richiede agli Avengers di essere supervisionati dalle Nazioni Unite a cui Rogers si oppone ma che è invece sostenuta da Tony Stark.
Dopo che Barnes è stato incastrato per un bombardamento a Vienna, Rogers e Wilson tentano di proteggere Barnes, per poi essere arrestati. Quando il vero autore dell'attentato, Helmut Zemo, scatena Barnes contro gli Avengers, Barnes dice a Rogers e Wilson di altri cinque supersoldati che crede che Zemo voglia scatenare. Su suggerimento di Wilson, Rogers chiama Clint Barton per reclutare Lang e recuperare Maximoff. In Germania, affrontano la fazione degli Avengers guidata da Stark, con Wilson e la maggior parte della squadra di Rogers che accettano di rimanere indietro e permettersi di essere catturati in modo che Rogers e Barnes possano inseguire Zemo. Wilson e gli Avengers catturati sono incarcerati nella prigione Raft, dove Stark convince Wilson a dirgli dove sono andati Rogers e Barnes a patto che Stark vada da solo. Qualche tempo dopo, Rogers libera i suoi alleati dal Raft e si nascondono a causa della violazione degli accordi.

### La guerra dell'infinito e resurrezione
Nel 2018, Wilson, Rogers e Romanoff arrivano in Scozia per salvare Wanda e Visione da Proxima Media Nox e Gamma Corvi, due dei tirapiedi di Thanos. Gli Avengers si dirigono in Wakanda per proteggere Visione prima di affrontare ancora una volta i gli scagnozzi di Thanos e gli Outriders. Tuttavia, non riescono a impedire a Thanos di completare il suo Guanto dell'infinito e di cancellare metà di tutta la vita nell'universo (evento noto come Blip), incluso Wilson.
Nel 2023, gli Avengers sopravvissuti resuscitano le vittime del Blip e uniscono le forze con i loro alleati per affrontare una versione di una linea temporale alternativa di Thanos. Dopo aver partecipato al funerale di Stark, Wilson, con l'approvazione di Barnes, riceve lo scudo e il titolo di Captain America da un anziano Steve Rogers.

### Ruolo di Captain America
Nel 2024, Wilson torna a lavorare per l'USAF con il supporto del suo amico, il primo tenente dell'USAF Joaquin Torres. A Washington, D.C., Wilson dà lo scudo al governo statunitense in modo che possa essere esibito in una mostra della Smithsonian Institution dedicata a Captain America, credendo di non essere degno di poter portare avanti l'eredità di Rogers. Ritorna a Delacroix per aiutare sua sorella, Sarah, con l'impresa familiare fino a quando Torres non lo avvisa di un attacco portato avanti dai Team e organizzazioni del "Flag Smashers", un gruppo terrorista che crede che la vita dopo il Blip fosse migliore. Wilson più tardi apprende che il governo statunitense ha nominato John Walker come nuovo Captain America.

#### Partner di Bucky Barnes
Wilson viene avvicinato da Barnes, il quale esprime disapprovazione per il fatto che il primo abbia ceduto lo scudo prima di unirsi a lui nell'affrontare i Flag Smashers e il loro leader Karli Morgenthau a Monaco, per poi scoprire che hanno tutti una forza sovrumana. Nonostante abbiano ricevuto aiuti da Walker e Lemar Hoskins, Wilson e Barnes vengono sopraffatti ed i terroristi scappano. Walker chiede alla coppia di unirsi a lui nell'aiutare il Global Repatriation Council (GRC) a reprimere le violente rivoluzioni post-Blip in corso, ma rifiutano e si dirigono a Baltimora per incontrare Isaiah Bradley, un veterano della guerra di Corea e super soldato che Barnes ha incontrato in battaglia decenni prima, per scoprire come i Flag Smasher avessero ottenuto il siero del supersoldato. Tuttavia, Bradley si rifiuta di aiutarli, rivelando di essere stato imprigionato e sperimentato dal governo per trent'anni. Barnes convince Wilson a recarsi a Berlino per incontrare Zemo imprigionato nel tentativo di ottenere informazioni sui Flag Smashers, durante i quali Barnes orchestra segretamente la fuga di Zemo. Nonostante la sua riluttanza, Wilson si unisce a Barnes e Zemo nel viaggio a Madripoor sotto falso nome per individuare la fonte del nuovo siero del supersoldato. Apprendono da un criminale di alto rango, Selby, che il Power Broker ha assunto l'ex scienziato dell'Hydra, il dottor Wilfred Nagel, per ricreare il siero prima che il trio venga attaccato e Selby venga uccisa. Il trio viene salvato dalla fuggitiva Sharon Carter, che accetta di aiutarli dopo che Wilson si è offerto di aiutarla a farsi perdonare. Si recano al laboratorio di Nagel e lo affrontano, apprendendo che ha creato venti fiale del siero prima che i Flag Smashers le rubassero. Dopo che Zemo ha ucciso Nagel e i cacciatori di taglie hanno distrutto il laboratorio di quest'ultimo, Wilson, Barnes e Carter combattono i cacciatori di taglie finché Zemo non prende un'auto per aiutarli a scappare. Mentre Carter rimane indietro, Wilson, Barnes e Zemo si recano in Lettonia per trovare Morgenthau.

#### Lo scontro con i Flag Smasher
Wilson tenta di convincere Morgenthau a rinunciare alla violenza, ma un impaziente Walker li interrompe facendola scappare. Dopo aver minacciato Sarah, Wilson incontra Morgenthau, e lei gli chiede di unirsi al suo movimento. Walker e Hoskins intervengono, portando a una rissa in cui Morgenthau uccide accidentalmente Hoskins. Infuriato per la morte del suo amico e per aver preso il siero, Walker usa lo scudo di Captain America per uccidere uno dei Flag Smashers di fronte a un gruppo di spettatori inorriditi, che filmano le sue azioni.
In seguito, Wilson e Barnes richiedono lo scudo a Walker, iniziando un combattimento in cui Walker distrugge la tuta alare di Wilson prima che Wilson e Barnes riprendano lo scudo per un soffio. Dopo aver passato la sua tuta alare a Torres, Wilson rivisita Bradley, ma quest'ultimo afferma la sua convinzione che un uomo nero non può, e non dovrebbe, essere Captain America. Wilson torna a casa in Louisiana e aiuta a riparare la barca di famiglia, con l'assistenza di diversi locali e di Barnes, che consegna a Wilson una nuova tuta di Captain America che ha acquisito dai Wakandiani. Durante l'allenamento con lo scudo, Wilson e Barnes accettano di abbandonare il loro passato e di iniziare a lavorare insieme come amici.
Accettando il suo ruolo di nuovo Captain America e dopo aver ricevuto un aiuto da Torres, Wilson vola a New York per salvare il GRC dai Flag Smashers con l'aiuto di Barnes, Carter e Walker. Wilson tenta di ragionare con Morgenthau, ma Carter la uccide quando lei gli punta una pistola. Dopo aver portato fuori il corpo di Morgenthau, Wilson convince il GRC a posticipare il loro voto imminente per forzare il trasferimento degli individui sfollati dopo il Blip e fare invece degli sforzi per aiutarli. Convince anche il governo a creare una statua in onore di Bradley come parte della mostra su Captain America dello Smithsonian Institute. In seguito, Wilson torna a casa e si unisce alla sua famiglia, Barnes e alla sua comunità per una grigliata.

## Versioni alternative

### Epidemia di zombi
In un 2018 alternativo, Wilson è contagiato da un virus quantico che lo rende uno zombi, come gran parte della popolazione mondiale. Il Wilson zombificato attacca Bucky Barnes ed Okoye al Grand Central Terminal prima di essere ammazzato da quest'ultima.

## Caratterizzazione

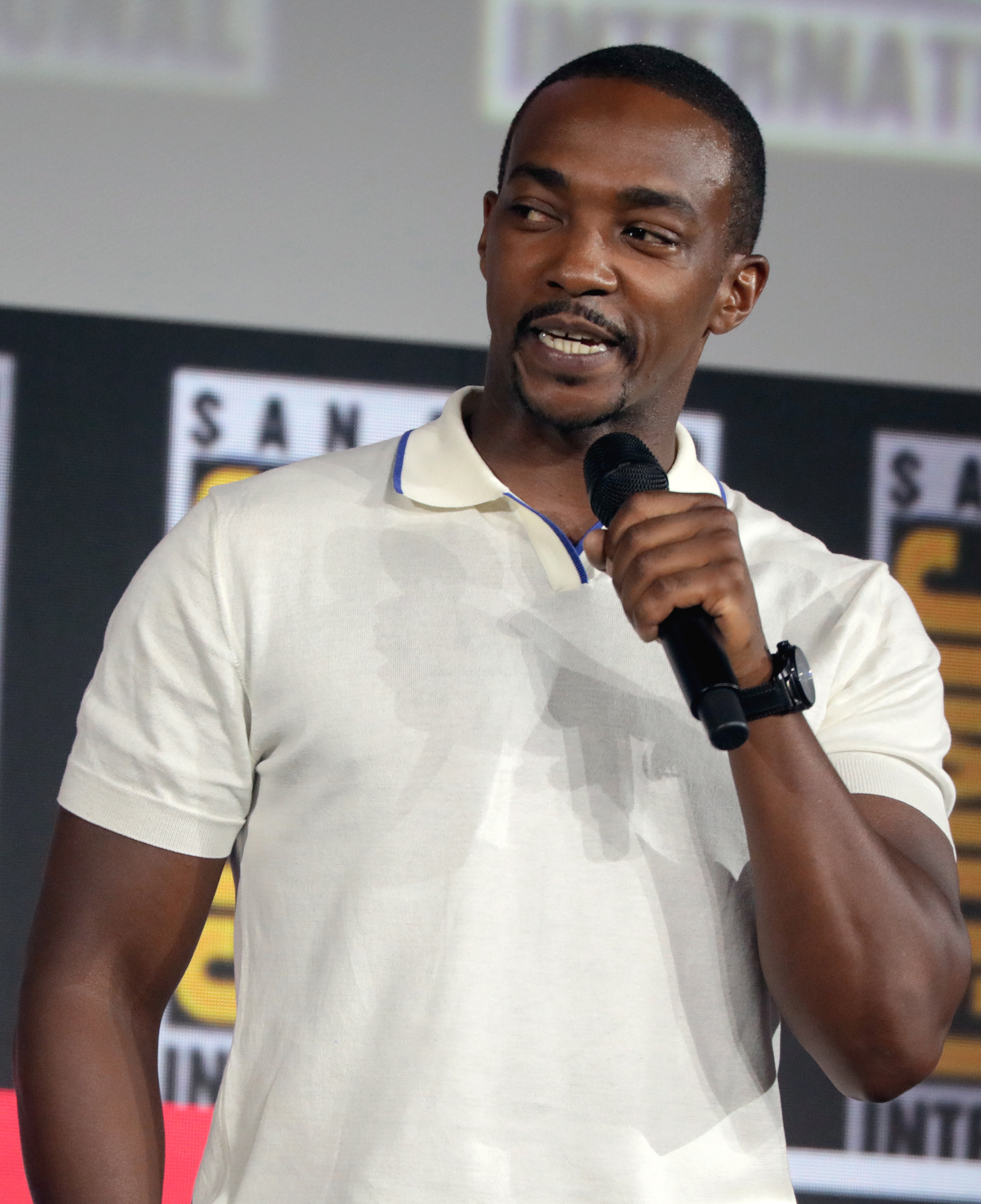
Anthony Mackie al San Diego Comic-Con del 2019.

Dopo aver ottenuto il ruolo, Mackie ha affermato che "Wilson è un ragazzo davvero intelligente ha seguito un importante addestramento militare e diventa un leader tattico". Ha anche osservato che "è il primo supereroe afroamericano. Mi fa sentire che tutto il lavoro che ho fatto ha dato i suoi frutti. Ho un figlio e dei nipoti e adoro l'idea che possano travestirsi da Falcon ad Halloween. Ora hanno qualcuno che possono idolatrare. Questo è un grande onore per me". La Marvel, che ha scelto Mackie per la sua "energia e senso del divertimento", non gli ha permesso di leggere una sceneggiatura prima di firmare. Mackie ha speso cinque mesi facendo due allenamenti al giorno e facendo una dieta che prevedeva di assumere 11000 calorie al giorno per mettersi in forma per il ruolo. Commentando la relazione di Rogers con Wilson, Evens ha detto: "Incontrando il personaggio di Mackie, era solito servire, ora lavora presso il consulente legale dei VA che tornano a casa con PTSD — si connettono a quel livello. Penso che siano entrambi guerrieri feriti che non sanguinano su altre persone. Cap non ha nessuno su cui sanguinare. Penso che Mackie sappia come gestire le persone di quel tipo. ... A volte, quando le cose vanno male, fidarsi di un estraneo è la strada da percorrere".
Sull'inclusione di Falcon in Ant-Man, il regista Peyton Reed ha affermato che non è stata fatta semplicemente per inserire il personaggio, piuttosto "serviva come punto della trama; uno scopo nella nostra storia" e ha permesso loro di migliorare i "montaggi di punta" di Michael Peña, scritti dagli sceneggiatori Gabriel Ferrari e Andrew Barrer, inoltre Falcon "sembrava il personaggio giusto — non un eroe principale come Iron Man o Thor, ma il giusto livello di eroe". Rudd e McKay decisero di includere Falcon dopo aver visto Captain America: The Winter Soldier.
Discutendo della relazione tra Wilson e Rogers in Captain America: Civil War, Mackie ha detto: "Con Falcon e Cap, ciò che è così grande è che c'è un rispetto reciproco. C'è un rispetto da soldato. Cosa c'è di bello in... [Captain America: CIvil War] puoi vedere crescere la loro relazione", aggiungendo, "lui rispetta e ammira Cap perché Cap si è guadagnato il suo rango piuttosto che sedersi in un ufficio solamente a delegare ordini". Feige ha rivelato che la scena finale di Avengers: Age of Ultron è stata rigirata per includere il design della nuova tuta di Falcon per Ant-Man, laddove invece, in origine, il personaggio indossava la tuta vista in The Winter Soldier. Mackie ha detto di non aver capito che WIlson fosse diventato un membro degli Avengers fino a che non ha visto il film alla premiere, siccome gli è stata data la sceneggiatura delle sole scene a cui ha lavorato.
Wilson usa un paio di mitra come arma principale e vola utilizzando un jet pack con delle ali artificiali. Da Civil War in poi, viene aiutato da un drone chiamato Redwing. Joe Russo ha detto che l'inclusione di Barnes al fianco di Rogers costringe Wilson a mettere in discussione la dinamica e la relazione che ha con Rogers da lì in avanti. Mackie ha fatto notare che in Avengers: Infinity War, Wilson porta del rancore nei confronti di altri eroi come Iron Man e Black Panther dopo gli eventi di Civil War.

## Concezione e sviluppo
Samuel Thomas Wilson, conosciuto come Falcon, è stato il primo supereroe afroamericano nei fumetti di massa. Il personaggio è apparso per la prima volta in Captain America n. 117 (settembre 1969). Creato dall'editore Stan Lee e dal fumettista Gene Colan, è nato, ha ricordato Colan nel 2008,
È stato presentato come un ex residente del quartiere di Harlem della città di New York, che aveva adottato e addestrato un falco selvatico a cui ha dato il nome di Redwing. Il suo stesso nome, Sam Wilson, non viene rivelato fino alla quinta pagina del numero. Dopo che Wilson entra in conflitto con il supercattivo Teschio Rosso, Steve Rogers ispirò Wilson ad assumere l'identità di Falcon, evento dopo il quale Wilson inizierà ad allenarsi con Rogers. Durante la maggior parte degli anni '70, Falcon e Capitan America facevano coppia fissa a New York, con la serie a fumetti che è stata rinominata Captain America and the Falcon dai numeri #134–192 e 194–222 (febbraio 1971 – giugno 1978).
Falcon diventa poi un membro dei Vendicatori dai numeri #183–194 (maggio 1979 – aprile 1980) ed ebbe un numero da solista. Dopo essere apparso regolarmente in Captain America vol. 2 (novembre 1996 – novembre 1997), Falcon si riunisce ai vendicatori in The Avengers vol. 3, #1 (febbraio 1998). Questa volta, il personaggio resta con il team, diventando uno dei membri più prominenti dal numero #57 (ottobre 2002). Nel 2014, Marvel annuncia che Wilson avrebbe succeduto a Rogers come nuovo Capitan America, titolo che il personaggio ha poi assunto in diverse serie a fumetti successive.
A metà degli anni 2000, Kevin Feige si rese conto che la Marvel possedeva ancora i diritti sui membri principali dei Vendicatori, tra cui Capitan America e i suoi comprimari, incluso Wilson. Feige, un sedicente "fanboy", immaginava di creare un universo condiviso proprio come avevano fatto Stan Lee e Jack Kirby con i loro fumetti nei primi anni '60. Nel 2005, Marvel riceve un investimento da 525 milioni di dollari da Merrill Lynch, permettendogli di produrre dieci film in maniera indipendente, incluso uno su Capitan America. Paramount Pictures ha acconsentito alla distribuzione dei film. Nel luglio 2012, Anthony Mackie è entrato nella fase di negoziazione per interpretare Sam Wilson / Falcon in Captain America: The Winter Soldier. Nel novembre 2014, è stato confermato il ritorno di Mackie in Captain America: Civil War. All'inizio di luglio del 2015, un teaser trailer ha rivelato che Mackie sarebbe tornato nel ruolo in Ant-Man. Mackie appare anche in una sequenza dopo i titoli di coda, insieme a Chris Evans (nei panni di Steve Rogers / Captain America) e Sebastian Stan (nei panni di Bucky Barnes / Soldato d'inverno).

## Differenze dai fumetti
Il personaggio presenta alcune differenze rispetto alla sua controparte cartacea. Il retroscena del personaggio nei fumetti viene completamente eliminato, mentre nel MCU Wilson invece viene presentato con un background militare, un aspetto che ha avuto origine dalla versione Ultimate Comics attraverso il quale è in grado di relazionarsi con Rogers. Nei fumetti, Wilson ha l'abilità di comunicare con gli uccelli ed è assistito nelle sue gesta da un falco di nome Redwing. Nei film, il volatile è stato sostituito da un drone soprannominato Redwing, che l'eroe è in grado di controllare a distanza. Il costume di Wilson è anche drammaticamente diverso dall'abito attillato a torso nudo indossato dal personaggio nei fumetti, indossando invece un abito utilitaristico ispirato alla versione Ultimate Marvel, anche se Mackie ha indicato di voler indossare "Spandex rosso, dalla testa ai piedi" per la parte.

## Accoglienza
L'accoglienza al personaggio di Wilson è stata mista, con Jacob Stolworthy di The Independent che sentiva essere "memorabile solo per la vivacità che l'attore divertente [Mackie] porta al ruolo". L'interpretazione di Wilson da parte di Mackie è stata comunque ampiamente elogiata: Matt Donnely di Variety, infatti, ha notato il suo "tono vincente" e il suo "umorismo storto e collegiale" nel ruolo. Andy Welch di The Guardian ha elogiato il discorso di Wilson al Comitato di Rimpatrio Globale, definendolo il più "grande momento" di Wilson nell'ultima puntata di The Falcon and the Winter Soldier, aggiungendo che c'erano "molte miglia da fare" nella partnership di Wilson con il Bucky Barnes di Sebastian Stan.

### Riconoscimenti
| Anno | Premio                | Categoria                                        | Risultato | Riferimenti |
| ---- | --------------------- | ------------------------------------------------ | --------- | ----------- |
| 2014 | Teen Choice Awards    | Miglior attore in una scena stealer              | Candidato | [ 55 ]      |
| 2015 | Saturn Award          | Miglior attore non protagonista                  | Candidato | [ 56 ]      |
| 2021 | MTV Movie & TV Awards | Miglior eroe                                     | Vincitore | [ 57 ]      |
| 2021 | MTV Movie & TV Awards | Miglior coppia                                   | Vincitore | [ 57 ]      |
| 2022 | Saturn Award          | Miglior attore in una serie televisiva streaming | In attesa | [ 58 ]      |